# Guisborough
Guisborough ist eine Kleinstadt in der englischen Unitary Authority Redcar and Cleveland. Sie befindet sich am nördlichen Rande der North York Moors, etwa fünf Kilometer südöstlich von Middlesbrough. Gemäß Volkszählung besaß Guisborough 2001 insgesamt 18.108 Einwohner.

## Wirtschaft und Infrastruktur

### Verkehr
Guisborough befindet sich am Kreuzungspunkt der A-Straßen A171 (Scarborough–Middlesbrough) A173 (Skelton–Stokesley). Die nächste Großstadt ist das 5 km entfernte Middlesbrough. Seit 1964 besitzt Guisborough keine Bahnverbindung mehr, es bestehen jedoch Busverbindungen in die umliegenden Städte und Orte. Der nächste Flughafen ist der 30 km westlich gelegene Flughafen Durham Tees Valley.

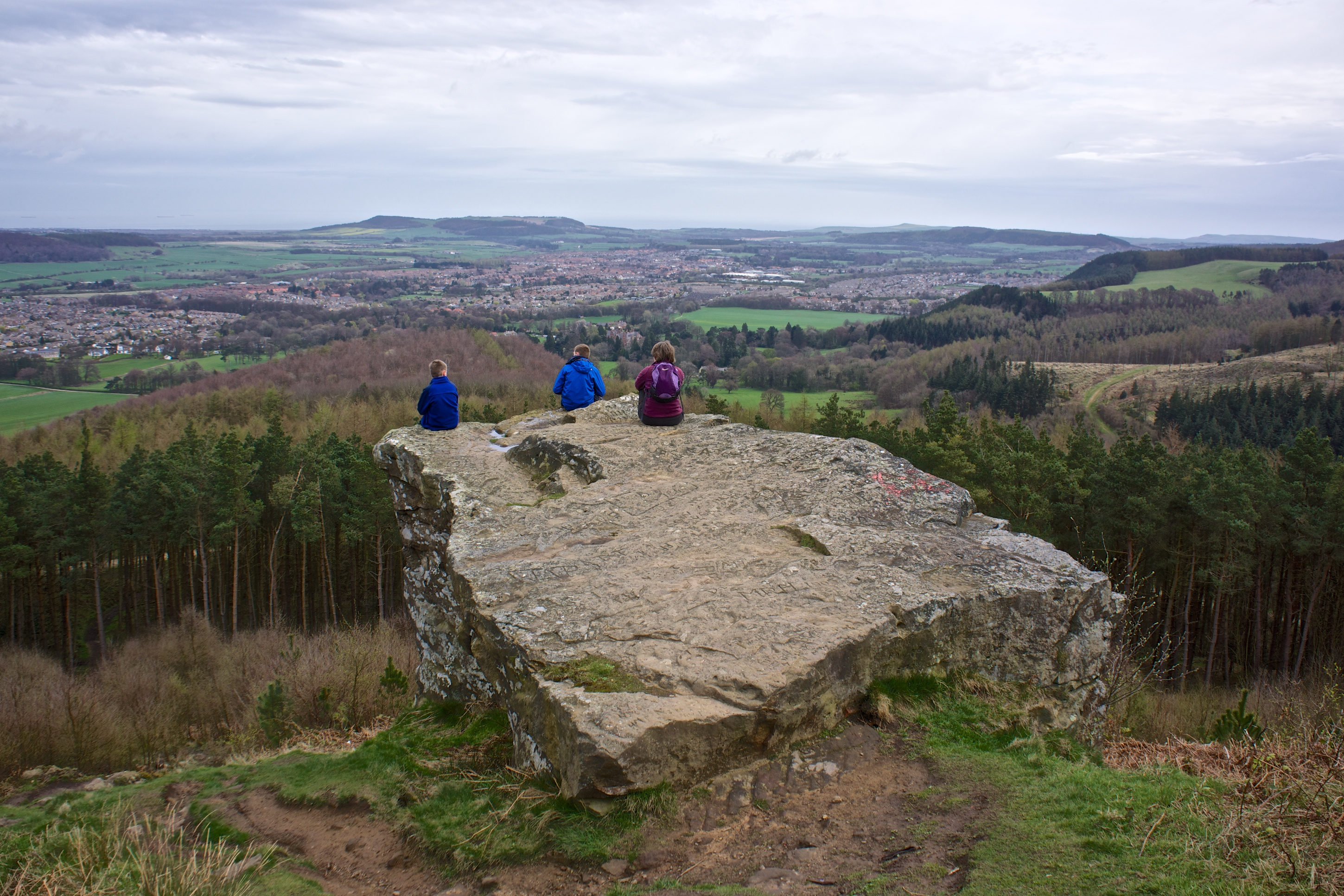
The Hanging Stone über Guisborough

## Persönlichkeiten
- John Gilbert Baker (1834–1920), Botaniker
- Willie Applegarth (1890–1958), Leichtathlet und Olympiasieger
- Hugh Cameron (* 1953), Radrennfahrer
- Sean Gregan (* 1974), Fußballspieler
- Jonny Cocker (* 1986), Autorennfahrer